# 왕관웅
왕관웅(Wang Kuan-hsiung, 1950년 ~ )은 타이완의 영화 감독, 영화배우이다.
타이난시에서 태어났다.

## 영화
- 금해창랑 (1991년)
- 대형대부 (1989년)
- 충파흑선와 (1983년)
- 칠보간과 (1982년)
- 말리화(중국어판) (1981년)
- 대지비응 (1978년)
- 랑자유룡 (1978년)
- 오화전신 (1978년)